# Джалалкудук
40°41′49″ пн. ш. 72°37′0″ сх. д. / 40.69694° пн. ш. 72.61667° сх. д.
Джалалкудук (узб. Жалолқудуқ, Jalolquduq) — міське селище в Узбекистані, в Джалалкудуцькому районі Андижанської області.
Розташоване у Ферганській долині, за 5 км на південний захід від залізничної станції Грунчмазар. Південно-західне передмістя Ахунбабаєва.
Утворене 27 жовтня 1994 року внаслідок об'єднання сіл Ургу, Карагуль, Комінтерн, Кизилаяк, Джалалкудук. Статус міського селища з 2009 року.
Населення 6,2 тис. мешканців (1990).